# Macrosteles sardus
Macrosteles sardus är en insektsart som beskrevs av Ribaut 1948. Macrosteles sardus ingår i släktet Macrosteles och familjen dvärgstritar. Inga underarter finns listade i Catalogue of Life.